# Blohm & Voss BV 222
Blohm & Voss BV 222 Wiking (tiếng Đức: "Viking") là một loại tàu bay của Đức trong Chiến tranh thế giới II. Ban đầu nó được thiết kế làm máy bay vận tải thương mại, và chỉ được sản xuất với số lượng nhỏ. Đây là thuyền bay lớn nhất và máy bay lớn nhất được đưa vào hoạt động trong chiến tranh.

## Biến thể
- BV 222A:
- BV 222B:
- BV 222C:

## Tính năng kỹ chiến thuật (BV 222C-09)
Dữ liệu lấy từ , War Planes of the Second World War: Volume Five 
Đặc tính tổng quan
- Kíp lái: 11-14
- Sức chứa: 92 lính [3]
- Chiều dài: 37 m (121 ft 5 in)
- Sải cánh: 46 m (150 ft 11 in)
- Chiều cao: 10,9 m (35 ft 9 in)
- Diện tích cánh: 255 m2 (2.740 foot vuông)
- Trọng lượng rỗng: 30.650 kg (67.572 lb)
- Trọng lượng có tải: 45.990 kg (101.391 lb)
- Trọng lượng cất cánh tối đa: 49.000 kg (108.027 lb)
- Động cơ: 6 × Junkers Jumo 207C , 745 kW (999 hp) mỗi chiếc
- Cánh quạt: 3-lá

Hiệu suất bay
- Vận tốc cực đại: 330 km/h (205 mph; 178 kn)
- Vận tốc hành trình: 300 km/h (186 mph; 162 kn)
- Tầm bay chuyển sân: 6,100 km (4 mi; 3 nmi)
- Thời gian bay: 28 giờ với tốc độ 245 km/h (152 mph) trên mực nước biển
- Trần bay: 7.300 m (23.950 ft)
- Vận tốc lên cao: 2,4 m/s (470 ft/min)
- Thời gian lên độ cao: 6,000 m (20 ft) trong 52 phút

Vũ khí trang bị

- Súng: 

  - 3 × pháo MG 151/20 20 mm
  - 5 × súng máy MG 131 13 mm (.51 in)